# Лиссабонская астрономическая обсерватория
Лиссабонская астрономическая обсерватория — астрономическая обсерватория, официально открытая в 1878 году в районе Алкантара (Лиссабон), Лиссабон, Португалия. Принадлежит Лиссабонскому университету.

## Руководители обсерватории
- Фредерику Аугушту Оом (1878—1890)
- Сезар Аугушту ди Кампуш Родригеш (1890—1919)[1]
- Фредерику Томаш Оом (1919—1930)
- сейчас — Paulo Crawford

## История обсерватории
По отдельным источникам обсерватория была основана в 1857 году и создавалась по образу и подобию Пулковской обсерватории, считавшейся в XIX веке астрономической столицей мира. Для стажировки в Пулковскую обсерваторию были направлены будущие сотрудники Лиссабонской обсерватории. Основной задачей, которую должна была решать будущая обсерватория — измерение звездных параллаксов. Причиной выбора данного города для строительства обсерватории обусловлено тем, что на данной широте проходит через зенит одна из звезд с самой большой собственной скоростью на небе: Грумбридж 1830. Это позволяет измерять её координаты с помощью зенит-телескопа с высокой точностью. Главным консультантом в выборе инструментов и создания обсерватории был российский астроном Струве, Василий Яковлевич. Первый камень в основание новой обсерватории был заложен 11 марта 1861 года, а наблюдения начались в 1867 году. Начало строительства происходило при активной поддержке со стороны Педру V — правителя Португалии в середине 19-го века. Дальнейшее финансирование обсерватории проводил Луиш I. Официально обсерватория открыта 6 мая 1878 года. В 1992 году обсерватория вошла в состав Лиссабонского университета. Сейчас наблюдения в обсерватории не проводятся.

## Инструменты обсерватории
- Большой экваториальной объектив 38 см в диаметре и 7 м фокусным расстоянием.
- Меридиан круг с объективом 13,5 см в диаметре и около 2 м фокусным расстоянием
- Вертикал(зенитная труба): с объективом 16 см в диаметре и 2,31 м фокусным расстоянием — для измерения широты
- Два рефрактора: 7 см в диаметре и 78 см фокусное расстояние
- Маятниковые часы

## Направления исследований
- Астрометрические наблюдения
- Звездные параллаксы
- Покрытия звезд Луной
- Двойные звезды
- Определение широты
- Определение времени
- Учебные работы

## Основные достижения
- Участие в международных наблюдательных программах: противостояние Марса в 1892 году, пролёт околоземного астроида (433) Эрос — определение Солнечного параллакса (1900—1901гг) — от 13-ти обсерваторий было получено 19 000 измерений, из которых 3800 были сделаны в Лиссабоне. Измерения Лиссабонской обсерватории отличались высокой точностью.
- Во время Второй мировой войны Лиссобонская обсерватория одна из не многих, которая не прекращала работу с Международной службой широт.
- Звездный каталог Босс, Льюис

### На португальском
- José António Madeira, «O primeiro centenário do Observatório Astronómico de Lisboa, 1861—1961».
- Frederico Augusto Oom, «Considerações acerca da organização do Real Observatório Astronómico de Lisboa»
- Ezequiel Cabrita, «Os regimes de hora legal no nosso país desde a criação do Observatório Astronómico de Lisboa — Separata de Dados Astronómicos para 1978».
- Pedro Raposo, «A vida e a obra do almirante Campos Rodrigues». Master thesis in History and Philosophy of Sciences (oriented by Henrique Leitão). University of Lisbon, 2006.